# Resonant Blue
Resonant Blue – trzydziesty szósty singel zespołu Morning Musume. Wydany 16 kwietnia 2008 roku. Single V wydany 23 kwietnia 2008. Słowa piosenek napisane przez Tsunku.
Singiel wyszedł w 3 edycjach:
- regularna
- limitowana A (z DVD)
- limitowana B (z DVD)

## Lista utworów

### CD
1. Resonant Blue (リゾナント ブルー)
2. Sono Bamen de Bibiccha Ikenai Jan! (その場面でビビっちゃいけないじゃん！)
3. Resonant Blue (Instrumental)

Limitowana A DVD
1. Resonant Blue (Another Ver.)

Limitowana B DVD
1. Resonant Blue (Lesson Studio Ver.)

### Single V
1. Resonant Blue
2. Resonant Blue (Night Scene Ver.)
3. Making of (メイキング映像)

### Event V
1. Resonant Blue (One Cut Dance Ver.)
2. Resonant Blue TV - SPOT (15sek./30sek.)
3. Resonant Blue TV - SPOT (Solo Ver.)
4. Jacket Photo Making of (ジャケット撮影メイキング)
5. Morning Musume Photo Collection